# Janusz Pawłowski (judoka)
Janusz Pawłowski (ur. 20 lipca 1959 w Sopocie) – polski judoka, dwukrotny medalista olimpijski.

## Życiorys
Startował w wadze piórkowej. Z obu startów w igrzyskach olimpijskich przywoził medale: z Moskwy 1980 brązowy, a z Seulu 1988 srebrny.
Trzy razy był brązowym medalistą mistrzostw świata: w Paryżu 1979, w Moskwie 1983 oraz w Essen 1987. Także trzy razy zdobywał brązowe medale mistrzostw Europy: w Rostocku 1982, Paryżu 1983 i Belgradzie 1986.
Sześć razy był mistrzem Polski: 1979, 1980, 1981, 1982, 1983 i 1985.
Zawodnik Floty Gdynia i Wybrzeża Gdańsk.
Zajął 6. miejsce w Plebiscycie Przeglądu Sportowego 1988.
Posiada 6 dan.